# Hate
Hate jsou chráněný areál v katastrálním území obce Terchová v okrese Žilina v Žilinském kraji na Slovensku. Území bylo vyhlášeno v roce 2000 a jeho rozloha je 0,58 hektaru. Předmětem ochrany jsou nejzachovalejší mokřadní společenstva na severním úpatí Malé Fatry. Na lokalitě roste například prstnatec májový (Dactylorhiza majalis) a řeřišnici luční (Cardamine pratensis).